# Agathomyia nemophila
Agathomyia nemophila är en tvåvingeart som beskrevs av Kessel 1961. Agathomyia nemophila ingår i släktet Agathomyia och familjen svampflugor.
Artens utbredningsområde är Kalifornien. Inga underarter finns listade i Catalogue of Life.